# Paul Franke (Landtagsdirektor)
Paul Franke (* 13. November 1904 in Hagenau; † 12. Januar 1985) war ein deutscher Verwaltungsangestellter und hessischer Landtagsdirektor.

## Leben
Franke besuchte von 1911 bis 1921 allgemeinbildende Schulen und machte dann von 1921 bis 1923 eine kaufmännische Lehre. Zwischen 1923 und 1924 arbeitete er als Buchhalter und war dann von 1924 bis 1936 Berufssoldat. Gleichzeitig besuchte er die Fachschule für Verwaltung und Wirtschaft und legte im August 1935 die Abschlussprüfung II ab. Zwischen dem 25. März 1936 und dem 7. Juli 1945 arbeitete er als Wehrmachtsbeamter bevor er bis 1947 in Kriegsgefangenschaft kam. Vom 1. März 1947 bis zum 20. März 1949 war er Verwaltungsangestellter der Stadt Wiesbaden und wechselte am 21. März 1949 zum Hessischen Landtag. Dort wurde er zum 1. Juli 1949 Beamter und ab dem 1. Januar 1960 als Nachfolger von Hermann Geschwind Landtagsdirektor. Zum 31. März 1968 trat er in den Ruhestand und Karl Becker folgte ihm als Landtagsdirektor nach.